# نافذ عزام
نافذ عزام (1958–) سياسي فلسطيني، ولد في مدينة رفح،مؤسس المكتب السياسي لحركة الجهاد الإسلامي في مصر عام 1970،درس المرحلتين الأساسية والثانوية في مدارس مدينة رفح،  والتحق بجامعة الزقازيق في مصر لدراسة الطب. تم سجنه وإبعاده بعد اغتيال الرئيس المصري انورالسادات عام 1980  شارك في لقاءات الحوار الوطني بين الفصائل الفلسطينية عام 2005-2006، وله حضور في وسائل الإعلام، حيث يستضاف في حوارات على الفضائيات وفي الإذاعات الفلسطينية والعربية، وله الكثير من التصريحات التي تعبر عن مواقف حركة الجهاد الإسلامي على مختلف الصعد.